# Burns (Nowy Jork)
Burns – miasto w Stanach Zjednoczonych, w stanie Nowy Jork, w hrabstwie Allegany.